# Жорже Соуза
Мануель Жорже Невес Морейра Соуза (порт. Manuel Jorge Neves Moreira Sousa; нар. 18 червня 1975 року, Порту, Португалія) — португальський футбольний арбітр. Арбітр ФІФА з 2006 року, обслуговує матчі португальської Прімейра-Ліги.

## Кар'єра
Соуза почав судити футбольні матчі 28 серпня 2004 року. З сезону 2009/10 обслуговує міжнародні матчі Ліги чемпіонів УЄФА та Ліги Європи УЄФА, зокрема гру 7 грудня 2011 між командами «Аякс» та «Реал» (Мадрид).
У березні 2012 року офіційно обраний помічником головного арбітру суддівської бригади на чолі з співвітчизником Педру Проенса на Євро-2012, працював на матчах в Групі C — Іспанії та  Ірландії 4:0 та в Групі D — Швеції та Франції 2:0. У чвертьфіналі матч між збірними Англії та Італії 0:0 основний час, 2:4 по пенальті, а також фінальний матч турніру між збірними Іспанії та Італії 4:0.

## Матчі національних збірних
| Дата              | Місце проведення  | Збірні                         | Рахунок | Турнір               | ЖК | YK · YK · RK | RK |
| ----------------- | ----------------- | ------------------------------ | ------- | -------------------- | -- | ------------ | -- |
| 9 вересня 2009    | Кардіфф, Уельс    | Уельс – Росія                  | 1 – 3   | Кваліфікація ЧС 2010 | 2  | 0            | 0  |
| 12 жовтня 2010    | Рига, Латвія      | Латвія – Грузія                | 1 – 1   | Кваліфікація ЧЄ 2012 | 5  | 0            | 0  |
| 29 лютого 2012    | Дублін, Ірландія  | Ірландія – Чехія               | 1 – 1   | Товариський матч     | 0  | 0            | 0  |
| 22 березня 2013   | Оломоуц, Чехія    | Чехія – Данія                  | 0 – 3   | Кваліфікація ЧС 2014 | 5  | 0            | 0  |
| 3 вересня 2014    | Лондон, Англія    | Англія – Норвегія              | 1 – 0   | Товариський матч     | 0  | 0            | 0  |
| 9 жовтня 2014     | Кишинів, Молдова  | Молдова – Австрія              | 1 – 2   | Кваліфікація ЧЄ 2016 | 5  | 0            | 1  |
| 3 вересня 2015    | Брюссель, Бельгія | Бельгія – Боснія і Герцеговина | 3 – 1   | Кваліфікація ЧЄ 2016 | 3  | 0            | 0  |
| 10 жовтня 2015    | Єрусалим, Ізраїль | Ізраїль – Кіпр                 | 1 – 2   | Кваліфікація ЧЄ 2016 | 4  | 0            | 0  |
| 11 жовтня 2016    | Астана, Казахстан | Казахстан – Румунія            | 0 – 0   | Кваліфікація ЧС 2018 | 2  | 0            | 0  |
| 12 листопада 2016 | Одеса, Україна    | Україна – Фінляндія            | 1 – 0   | Кваліфікація ЧС 2018 | 5  | 0            | 0  |
| 11 червня 2017    | Белград, Сербія   | Сербія – Уельс                 | 1 – 1   | Кваліфікація ЧС 2018 | 5  | 0            | 0  |